# Morinda celebica
Morinda celebica är en måreväxtart som beskrevs av Friedrich Anton Wilhelm Miquel. Morinda celebica ingår i släktet Morinda och familjen måreväxter. Inga underarter finns listade i Catalogue of Life.